# 쑤이화시
쑤이화(중국어 간체자: 绥化, 정체자: 綏化, 병음: Suīhuà, 한국어: 수화)는 헤이룽장성에 위치해 있는 도시이고 하얼빈에서 100km 떨어져 있다.

## 역사
옛 이름은 북단림자(北團林子)였고 청의 1885년 11월 20일에 수화로 개칭했다.
독자적인 행정구역이 처음으로 설치된 것은 1956년 3월 6일의 쑤이화 전구(绥化専区)로, 헤이룽장성 직할인 쑤이화, 하이런, 왕쿠이, 베이안, 더두, 쑤이링, 톄리, 칭안, 후란, 란시, 바옌, 무란, 퉁허의 13현을 관할했고 행정 관서는 쑤이화 현에 설치되었다. 그러나 1958년에 쑤이화 전구가 폐지되어 쑤이화, 왕쿠이, 쑤이렁, 하이런, 칭안, 퉁허, 무란, 란시, 바옌의 9현은 쑹화장 전구(松花江専区)에, 베이안 현은 넌장 전구(嫩江専区), 후란 현은 하얼빈시에 각각 이관되었고 톄리 현은 칭안 현에, 더두 현은 베이안 현에 편입되었다. 1965년, 쑹화장 전서가 하얼빈 시에서 쑤이화 현 쑤이화 진으로 이전하면서 쑤이화 전서로 개칭되었고 안다 현이 설치되어 쑤이화, 쑤이링, 하이런, 칭안, 자오둥, 밍수이, 란시, 왕쿠이, 자오위안, 자오저우, 칭강, 톄리, 안다의 13현을 관할했다.
1967년 5월, 헤이룽장성 혁명 위원회는 쑤이화 전서를 쑤이화 지구 혁명위원회로 개편하기로 결정했고, 1970년 4월에 톄리 현이 이춘 지구로 이관되어 12현을 관할하게 되었다. 1978년 11월, 문화대혁명이 끝나면서 쑤이화 지구 혁명위원회는 쑤이화 지구 행정공서로 개편되었다.
1992년 12월 1일에는 자오저우, 자오위안이 다칭 시로 이관되었다. 1999년 12월 28일, 쑤이화 지구 및 현급시인 쑤이화 시(1982년, 쑤이화 현에서 승격)를 폐지하고 새로운 지급시인 쑤이화 시를 설치했고 옛 쑤이화 시 지구에는 베이린 구가 설치되었다.

## 경제
쑤이화의 GRDP는 2015년 1272억 2천만 위안이다. 석유화학, 직물, 기계 등이 중요 산업이다.

## 기후
| 쑤이화시의 기후                                               | 쑤이화시의 기후 | 쑤이화시의 기후 | 쑤이화시의 기후 | 쑤이화시의 기후 | 쑤이화시의 기후 | 쑤이화시의 기후 | 쑤이화시의 기후 | 쑤이화시의 기후 | 쑤이화시의 기후 | 쑤이화시의 기후 | 쑤이화시의 기후 | 쑤이화시의 기후 | 쑤이화시의 기후 |
| 월                                                            | 1월             | 2월             | 3월             | 4월             | 5월             | 6월             | 7월             | 8월             | 9월             | 10월            | 11월            | 12월            | 연간            |
| ------------------------------------------------------------- | --------------- | --------------- | --------------- | --------------- | --------------- | --------------- | --------------- | --------------- | --------------- | --------------- | --------------- | --------------- | --------------- |
| 역대 최고 기온 °C (°F)                                        | −0.3 (31.5)     | 8.0 (46.4)      | 19.9 (67.8)     | 29.5 (85.1)     | 34.5 (94.1)     | 39.4 (102.9)    | 36.2 (97.2)     | 35.5 (95.9)     | 30.9 (87.6)     | 25.5 (77.9)     | 15.8 (60.4)     | 4.5 (40.1)      | 39.4 (102.9)    |
| 일평균 최고 기온 °C (°F)                                      | −13.9 (7.0)     | −7.9 (17.8)     | 1.7 (35.1)      | 12.8 (55.0)     | 21.0 (69.8)     | 26.0 (78.8)     | 27.5 (81.5)     | 25.9 (78.6)     | 20.8 (69.4)     | 11.3 (52.3)     | −1.6 (29.1)     | −11.8 (10.8)    | 9.3 (48.8)      |
| 일일 평균 기온 °C (°F)                                        | −19.3 (−2.7)    | −14.0 (6.8)     | −3.9 (25.0)     | 6.8 (44.2)      | 14.8 (58.6)     | 20.6 (69.1)     | 22.9 (73.2)     | 21.0 (69.8)     | 14.7 (58.5)     | 5.6 (42.1)      | −6.5 (20.3)     | −16.8 (1.8)     | 3.8 (38.9)      |
| 일평균 최저 기온 °C (°F)                                      | −24.1 (−11.4)   | −19.7 (−3.5)    | −9.4 (15.1)     | 0.8 (33.4)      | 8.7 (47.7)      | 15.4 (59.7)     | 18.6 (65.5)     | 16.6 (61.9)     | 9.2 (48.6)      | 0.5 (32.9)      | −10.9 (12.4)    | −21.2 (−6.2)    | −1.3 (29.7)     |
| 역대 최저 기온 °C (°F)                                        | −40.1 (−40.2)   | −36.5 (−33.7)   | −29.6 (−21.3)   | −13.8 (7.2)     | −5.6 (21.9)     | 3.4 (38.1)      | 9.6 (49.3)      | 6.7 (44.1)      | −4.8 (23.4)     | −16.7 (1.9)     | −30.3 (−22.5)   | −36.9 (−34.4)   | −40.1 (−40.2)   |
| 평균 강수량 mm (인치)                                         | 4.3 (0.17)      | 4.6 (0.18)      | 12.4 (0.49)     | 22.9 (0.90)     | 50.3 (1.98)     | 94.0 (3.70)     | 155.6 (6.13)    | 119.7 (4.71)    | 58.2 (2.29)     | 25.1 (0.99)     | 11.7 (0.46)     | 7.4 (0.29)      | 566.2 (22.29)   |
| 평균 강수일수 (≥ 0.1 mm)                                      | 5.9             | 4.1             | 5.6             | 7.0             | 11.3            | 14.5            | 14.4            | 13.5            | 9.0             | 7.0             | 6.1             | 6.7             | 105.1           |
| 평균 강설일수                                                 | 8.4             | 5.8             | 7.6             | 3.1             | 0.2             | 0               | 0               | 0               | 0               | 2.0             | 7.7             | 10              | 44.8            |
| 평균 상대 습도 (%)                                            | 73              | 68              | 58              | 51              | 53              | 65              | 77              | 79              | 70              | 63              | 66              | 73              | 66              |
| 평균 월간 일조시간                                            | 172.9           | 202.7           | 244.6           | 238.9           | 261.4           | 256.3           | 239.0           | 234.4           | 232.5           | 197.7           | 166.6           | 151.1           | 2,598.1         |
| 가능 일조율                                                   | 62              | 69              | 66              | 58              | 56              | 54              | 50              | 54              | 63              | 59              | 60              | 57              | 59              |
| 출처: 중국기상국 (평년값: 1991년~2020년, 극값: 1971년~2010년) |                 |                 |                 |                 |                 |                 |                 |                 |                 |                 |                 |                 |                 |

## 인구
2000년의 국세 조사에서는 인구가 5,055,541명이고, 1인당 인구 밀도 당 143.58명/km2이다.

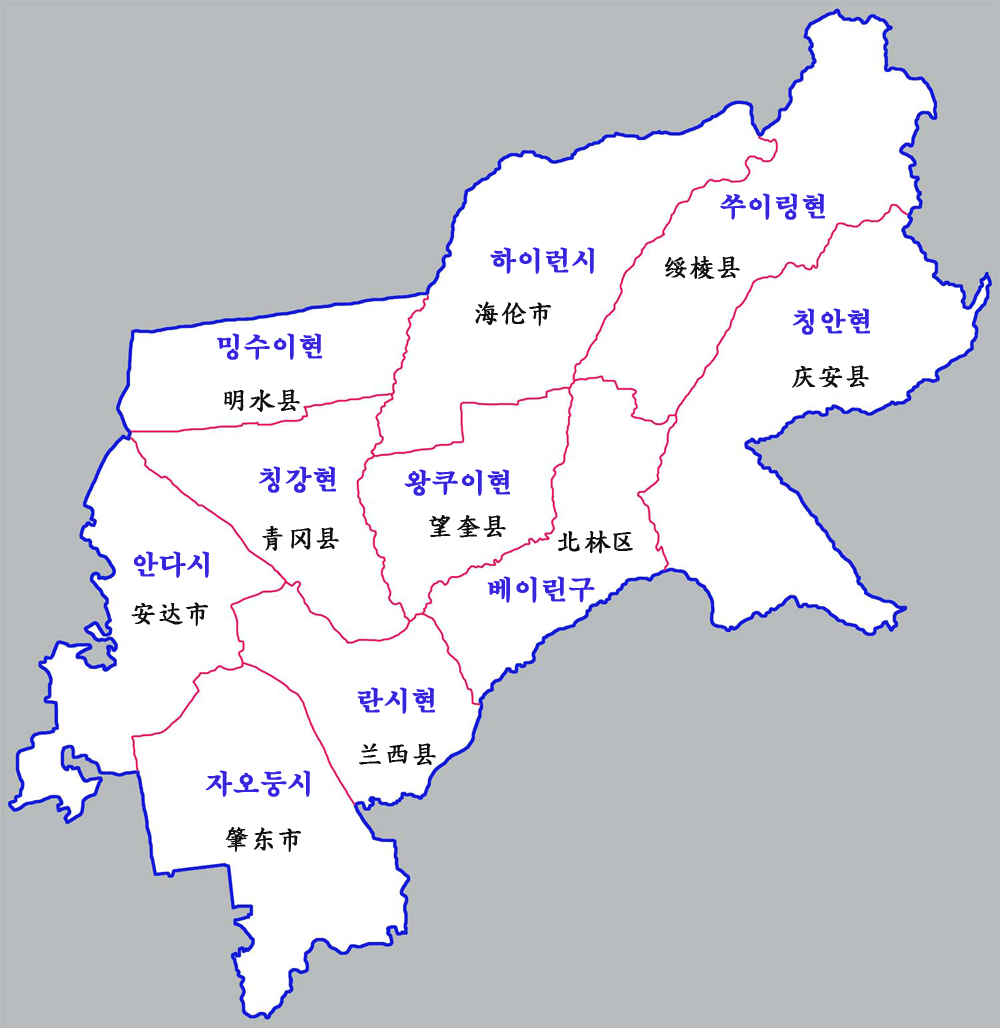
쑤이화 시 현급구역

| 민족이름                 | 한족      | 만주족 | 조선족 | 몽골족 | 후이족 | 다우르족 | 시버족 | 먀오족 | 투자족 | 먀오족 | 기타 민족 |
| ------------------------ | --------- | ------ | ------ | ------ | ------ | -------- | ------ | ------ | ------ | ------ | --------- |
| 인구 수                  | 3,679,555 | 56,376 | 11,230 | 3,731  | 3,375  | 752      | 243    | 109    | 95     | 73     | 628       |
| 인구비율(%)              | 95.41     | 2.96   | 0.92   | 0.29   | 0.19   | 0.03     | 0.03   | 0.02   | 0.02   | 0.02   | 0.10      |
| 소수민족 인구 중 비율(%) | －        | 73.59  | 14.66  | 4.87   | 4.41   | 0.98     | 0.32   | 0.14   | 0.12   | 0.10   | 0.82      |

## 행정 구역
시할구
- 베이린 구(北林区)

현급시
- 안다 시(安达市)
- 자오둥 시(肇东市)
- 하이룬 시(海伦市)

현
- 왕쿠이 현(望奎县)
- 란시 현(兰西县)
- 칭강 현(青冈县)
- 칭안 현(庆安县)
- 밍수이 현(明水县)
- 쑤이링 현(绥棱县)

## 교통, 통신, 전력

### 교통
쑤이화는 성 전체의 중요 교통 중심지이자, 하얼빈 이북의 지역 중심도시로, 하얼빈에서 91km 떨어져 있다. 경내에는 허하(鹤哈), 쑤베이(绥北) 두 고속도로, 하이(哈伊), 하헤이(哈黑) 두 국도 및 6개 고등급 도로가 교통 네트워크를 이루고 있으며, 하자(哈佳), 빈베이(滨北) 두 철도가 합류한다.
시 동부의 타이핑로(太平路)와 베이린로(北林路) 사이에 위치한 쑤이화 역은 여객운송 종합의 1급 편성역이다. 버스를 통해 다칭, 치치하얼 등 헤이룽장성의 다른 도시간을 연결한다.

### 통신
쑤이화시 전기통신국, 이동통신국은 전성(全省) 8대 전기통신망센터국 중 하나로, 시내전화, 팩스, 국내외 장거리 이동통신 시설이 완비되어, 770개 지역과 182개의 국가·지역 직통전화가 가능하다.

### 전력
전력 공급은 국망(国网)에서 끌어모아, 송전 전압 220,000V의 변전소를 통해, 시가지 및 주변 10여개 시·현에 충분한 전력을 공급한다.